# Lăzarea
Lăzarea (en hongrois: Szárhegy) est une commune roumaine du județ de Harghita, dans la région historique de Transylvanie. Elle est composée des deux villages suivants:
- Ghiduț (Güdüctelep)
- Lăzarea, siège de la commune

## Localisation
Lăzarea est située dans la partie du centre-nord du comté de Harghita, à l'est de la Transylvanie dans le Pays sicule (région ethno-culturelle et linguistique), dans la dépression de Gheorgheni, au pied de la montagne Hășmașu Mare, à 47 km de la ville de Miercurea Ciuc.

## Monuments et lieux touristiques
- L'église catholique Toussaint du village de Lăzarea (construction XIIIe siècle), monument historique
- Monastère Franciscan de Lăzarea construit au XVIIe siècle, monument historique[3]
- Château Lázár, construction au XVIIe et XVIIIe siècles, monument historique[4]
- Site archéologique Számány de Lăzarea